# Francesc Torné i Domingo

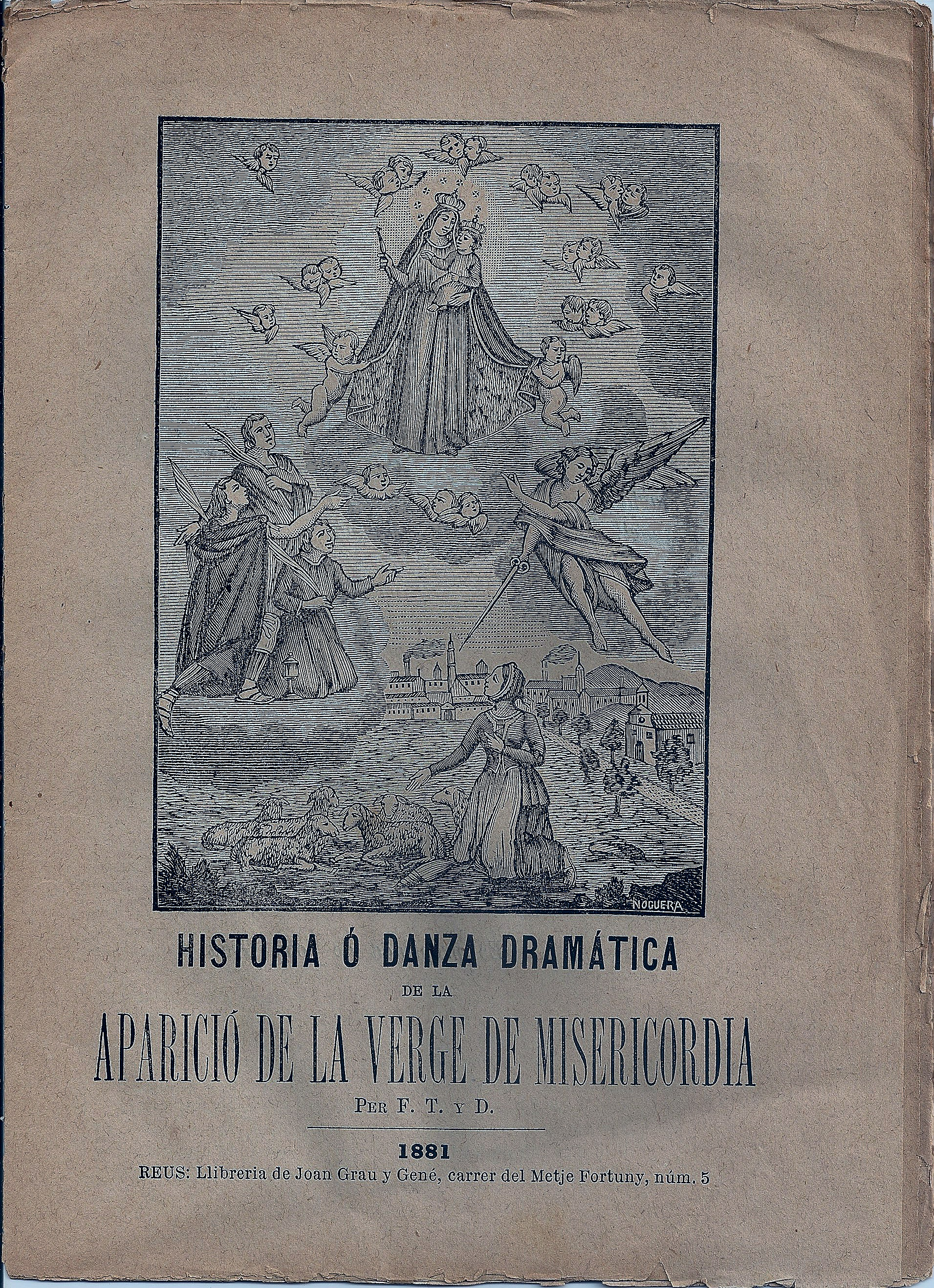
"Ball de la Mare de Déu" de Francesc Torné i Domingo

Francesc Torné i Domingo (Reus, 3 de gener de 1820 - Falset, 18 de novembre de 1880) va ser un teixidor i escriptor català.
El seu pare, carlí reconegut, era sagristà a la parròquia de sant Pere de Reus, i el fill el va substituir en el càrrec fins que també es va incorporar públicament al carlisme. Va provar alguns oficis (xocolater...) però en ser fill d'un carlí no trobava feina. Va sobreviure gràcies a la caritat familiar. Va anar a viure a La Canonja el 1836, on hi havia la seva mare confinada i va treballar de teixidor per una casa reusenca, el propietari de la qual era un carlí encobert. Els anys 1835 i 1837 va intentar ajuntar-se a la facció carlina que hi havia al Camp de Tarragona, però no ho va aconseguir. Traslladat a Tarragona, allà va ajudar a rescatar els mariners afectats per una torbonada el 1839. El 1840 va tornar a Reus, on es va casar el 1842. Va exercir diversos oficis, com ara forner, fabricant de dolços, i a partir de 1845, teixidor. L'any 1869, emparant-se en la llei de llibertat de cultes, va presentar una sol·licitud per a fer una processó en nom de la «Corte de Jesús Sacramentado». El 1870, encara que no tenia cap títol que l'acredités, exercia la docència a 16 alumnes, emparat en la legislació de la Regència de Serrano sobre la llibertat d'ensenyament.
El seu pare guardava, cedit pel franciscà Josep Rius, un manuscrit del «Ball de la Mare de Déu», un ball parlat vinculat amb Reus i l'aparició de la Mare de Déu a una pastoreta, que ja havia estat representat per Torné el 1845. El 1850 va refer el text, i el va redactar de nou el 1859, tenint com a model el manuscrit de Rius. Aquest text es va imprimir a Reus el 1881. Torné tenia gran afició per escriure, i va ser autor d'una Crónica general de la Virgen de Misericordia (1870) publicada a cura de Mercè Costafreda per l'Associació d'Estudis Reusencs l'any 1992. Per a aquesta obra va utilitzar un manuscrit inèdit de Josep Rius («El árbol de María plantado en medio del Paraíso»). Va escriure també una història familiar, Los Veinte años de inscripción: una visió carlina de les turbulències de la primera meitat del segle xix: Reus 1800-1853, edició i pròleg a cura de Pere Anguera. Reus: Centre d'Estudis Comarcal Josep Iglésies, 1990, i d'una vintena de balls parlats, tres d'ells publicats, el de la Mare de Déu, la Historia o danza dramática de Rosaura de Trujillo publicada a Reus per la Impremta de Narcís Roca el 1873, amb diverses reedicions i Historia o danza dramàtica de Marcos Vicente, o sea, el renegado valenciano a Reus, per la Librería de La Fleca el 1904. El 1860, quan Prim passà per Reus després de la batalla de Tetuan, el van rebre de forma espectacular les autoritats i els reusencs, amb flors, recitals i poemes, i els carrers plens d'al·legories i altars laics. Torné hi va estrenar el ball parlat «Marruecos y españols». Segons Josep Olesti, l'any 1932 es conservaven encara a Alforja unes llibretes amb textos de balls parlats escrits o recollits per Torné.
Un fill seu, Francesc Torné Barrera va escriure un dietari que es conserva manuscrit a l'Arxiu Històric Municipal de Reus, La Llibreta per recor de algunas cosas més notòrias, publicat a Tarragona el 1981 pel departament d'Història Contemporània de la Universitat de Barcelona. El text és important per conèixer els moviments populars a Reus durant aquest període convuls del segle xix.